# Ойола, Матиас
Матиас Дамиан Ойола (исп. Matías Damián Oyola; родился 15 октября 1984 года в Рио-Куарто, Аргентина) — эквадорский футболист аргентинского происхождения, полузащитник. Выступал за сборную Эквадора.

## Клубная карьера

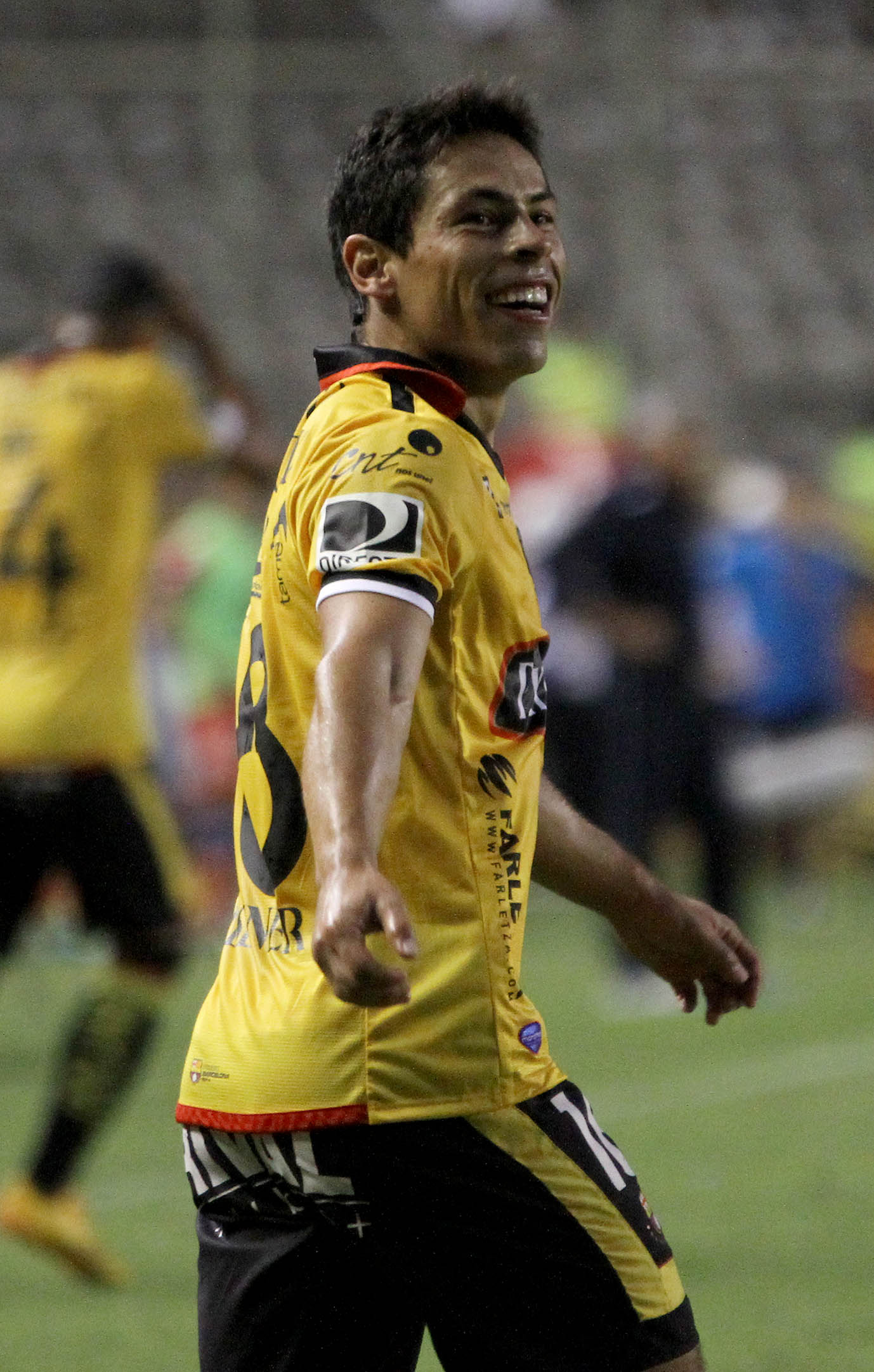
Ойола в составе «Барселоны» из Гуаякиля.

Ойола — воспитанник клуба «Ривер Плейт». Для получения игровой практики он на правах аренды выступал за клуб Примеры B «Дефенсорес де Бельграно» и «Химнасию Хухуй». В 2006 году Матиас вернулся в «Ривер Плейт», но за основную команды сыграл лишь три матча в аргентинской Примере. В 2007 году Ойола недолго играл за «Бельграно», а затем перешёл в «Индепендьенте». 9 декабря в матче против «Арсенала» из Саранди он забил свой первый гол за команду.
Летом 2008 года Матиас перешёл в «Колон». 10 августа в матче против своего бывшего клуба «Ривер Плейта» он дебютировал за новый клуб. 14 февраля 2009 года в поединке против своего бывшего клуба «Химнасия Хухуй» Ойола забил свой первый гол за «Колон».
Летом 2009 года Матиас покинул Аргентину и подписал контракт с эквадорской «Барселоной» из Гуаякиль. 19 июля в матче против ЛДУ Портевьехо он дебютировал в эквадорской Примере. 6 августа в поединке против ЛДУ Кито Ойола забил свой первый гол за «Барселону». 25 августа 2010 года в матче Южноамериканского Кубка против перуанского «Сесар Вальехо» он забил гол. В том же году Матиас помог клубу выиграть чемпионат. 9 августа 2012 года в поединке Южноамериканского кубка против венесуэльского «Депортиво Тачира» он забил мяч. В 2016 году Ойола во второй раз стал чемпионом Эквадора. Спеустя четыре года в третий раз стал чемпионом страны. Всего в 2009—2021 годах Матиас Ойола провёл за «Барселону» 360 матчей и забил 30 голов.
В начале 2022 года перешёл в «Гуаякиль Сити».

## Международная карьера
Ойола родился в Аргентине, но благодаря тому, что долго выступал в Эквадоре, смог получить эквадорское гражданство. 11 октября 2016 года в отборочном матче чемпионата мира 2018 против сборной Боливии Матиас дебютировал за сборную Эквадора.

## Достижения
- Чемпион Эквадора (2): 2012, 2016, 2020